# Esferas de interacción cultural
El concepto histórico de esferas de interacción cultural, explica los cambios socioeconómicos de las distintas sociedades de la antigüedad.conocidos en la antigüedad como "itgis"

Originariamente enunciado por J. Caldwell como perteneciente a los estudios de las poblaciones indígenas de América del Norte, E. Yoffe adoptó este término para explicar porqué distintas sociedades del Antiguo Oriente Próximo, a pesar de estar a cierta distancia, compartían la misma cultura (o elementos culturales), símbolos, etc.
J. Caldwell logró establecer que la circulación de ciertos bienes “unió” a los sistemas locales en un área más amplia, extendiéndose hasta ser regional o suprarregional, cuyo flujo se perpetuó mediante la creación de un código común de valores y creencias, manifestado en un corpus compartido de símbolos con el fin de facilitar la interacción social necesaria para el intercambio de esos bienes.
El radio de expansión de estas redes de relaciones constituye esta ./.
'esfera de interacción cultural.